# 第43回全米映画批評家協会賞
第43回全米映画批評家協会賞は、全米映画批評家協会によって2008年の映画に贈られた賞である。2009年1月4日に発表された。

## 受賞
- 主演男優賞:
  - ショーン・ペン - 『ミルク』

- 主演女優賞:
  - サリー・ホーキンス - 『ハッピー・ゴー・ラッキー』

- 撮影賞:
  - 『スラムドッグ$ミリオネア』 - アンソニー・ドッド・マントル

- 監督賞:
  - マイク・リー - 『ハッピー・ゴー・ラッキー』

- 作品賞:
  - 『戦場でワルツを』 (アリ・フォルマン監督)

- 作品賞（実験的作品）:
  - Razzle Dazzle (ケン・ジェイコブス監督)

- 作品賞（ノンフィクション作品）:
  - 『マン・オン・ワイヤー』（ジェームズ・マーシュ監督）

- 外国語作品賞:
  - 最優秀作品賞が外国語映画であるため無し。

- 脚本賞:
  - 『ハッピー・ゴー・ラッキー』 - マイク・リー

- 助演男優賞:
  - エディ・マーサン - 『ハッピー・ゴー・ラッキー』

- 助演女優賞:
  - ハンナ・シグラ - 『そして、私たちは愛に帰る』